# 亮毛堇菜
亮毛堇菜（学名：Viola lucens）为堇菜科堇菜属的植物，是中国的特有植物。分布于中国大陆的江西、福建、贵州、四川、广东等地，多生长在山坡草丛或路旁，目前尚未由人工引种栽培。